# Vanderlei de Lima
Vanderlei Cordeiro de Lima (Cruzeiro do Oeste, Brazilië, 11 augustus 1969) is een voormalige Braziliaanse langeafstandsloper, die was gespecialiseerd in de marathon. Hij nam driemaal deel aan de Olympische Spelen en won in 2004 een bronzen medaille. Hij schreef diverse grote marathons op zijn naam, zoals: Reims (1994), Tokio (1996), São Paulo (2002) en Hamburg (2004). Ook won hij tweemaal de marathon op de Pan-Amerikaanse Spelen (1999, 2003).

## Biografie

### Jeugd en eerste succes
Op achtjarige leeftijd hielp De Lima zijn vader als boer bij nabij gelegen boerderijen. Volgens Vanderlei, die zijn arme afkomst niet onder stoelen of banken steekt, hadden ze nauwelijks geld om genoeg rijst en bonen te kopen. Regelmatig heeft hij gezegd, dat het knokken tegen de vele ontberingen hem tot een goede marathonloper gemaakt heeft.
In 1988 nam hij deel aan de wereldjuniorenkampioenschappen op de 20 km en behaalde hierbij een achtste plaats. In 1989 en 1992 nam hij deel aan het wereldkampioenschap veldlopen (lange afstand), maar brak geen potten. Zijn eerste marathonoverwinning boekte hij in 1994. Toen won hij de marathon van Reims in 2:11.06. In 1999 won hij de marathon op de Pan-Amerikaanse Spelen in de Canadese stad Winnipeg. Met een tijd van 2:17.20 versloeg hij de Venezolaan Rubén Maza (zilver; 2:19.56) en zijn landgenoot Éder Fialho (brons; 2:20.09).

### Olympische Spelen
In 1996 maakte Vanderlei de Lima zijn olympisch debuut op de marathon en finishte als 47e in 2:21.01. Vier jaar later werd hij derde op de marathon van Rotterdam en kwalificeerde zich voor de Olympische Spelen van Sydney. Ditmaal stelde hij teleur met slechts een 75e plaats in 2:37.08.

### Incident tijdens Athene 2004
Tijdens de marathon op de Olympische Spelen van 2004 in Athene werd De Lima, terwijl hij op kop lag, door een dronken Ierse, nadien uit zijn ambt gezette, priester aangevallen. Ter hoogte van het 35 km-punt duwde de Ier, Neil Horan, De Lima het publiek in, die hierdoor 5-10 seconden werd vastgehouden. De Lima had ongeveer 25 seconden voorsprong, die hij verloor aan de Italiaan Stefano Baldini (goud) en de Amerikaan Meb Keflezighi (zilver). Neil Horan had eerder de Britse Grand Prix op Silverstone (2003) verstoord, door tussen de racende auto's het circuit op te lopen. Ook verstoorde hij een tenniswedstrijd op Wimbledon.
De Lima kreeg van het IOC de Pierre de Coubertin-medaille voor sportief gedrag. Desondanks tekende de Braziliaanse atletiekfederatie protest aan. De Lima claimt dat het incident hem de wedstrijd kostte. Anderen betwijfelen dit, omdat de voorsprong van De Lima al zienderogen slonk op het moment van het incident.

### Einde atletiekloopbaan
In 2006 werd hij vijfde op de marathon van Amsterdam en in 2007 zesde op de marathon van Tokio in 2:16.08.
Op 31 december 2008 nam Vanderlei de Lima, als deelnemer aan de traditionele Sylvesterloop in het Braziliaanse São Paulo, een wedstrijd over 15 km, afscheid van de wedstrijdatletiek. "Het was een erg emotionele dag. Voor mijn gevoel werd ik meer toegejuicht dan tijdens de olympische marathon in Athene," aldus De Lima, nadat hij als 102e was gefinisht. Door de organisatoren in São Paulo werd de Braziliaanse marathonloper onderscheiden met de Troféu Marco da Paz.

## Titels
- Pan-Amerikaanse Spelen kampioen marathon - 1999, 2003

## Persoonlijke records
Baan
| Onderdeel | Prestatie | Datum       | Plaats         |
| --------- | --------- | ----------- | -------------- |
| 3000 m    | 8.02,81   | 3 mei 1998  | Rio de Janeiro |
| 10.000 m  | 28.08,03  | 31 mei 1997 | Hengelo        |

Weg
| Onderdeel | Prestatie       | Datum           | Plaats |
| --------- | --------------- | --------------- | ------ |
| 20 km     | 1:00.20 (ex-NR) | 16 oktober 1994 | Parijs |
| marathon  | 2:08.31 (ex-NR) | 8 februari 1998 | Tokio  |

## Palmares

### 15 km
- 1992: 4e São Silvestre - 44.55

### 20 km
- 1988: 8e WK U20 - 1:02.55

### halve marathon
- 1995: 22e WK in Montbéliard/Belfort - 1:03.21
- 1996: DNF WK in Palma de Mallorca

### marathon
- 1994:  marathon van Reims - 2:11.06
- 1995: 7e marathon van Rotterdam - 2:12.12
- 1995: 9e marathon van Berlijn - 2:13.48
- 1996:  marathon van Tokio - 2:08.38
- 1996: 47e OS - 2:21.01
- 1997:  marathon van Seoel / Kyong-Ju - 2:12.41
- 1997: 23e WK in Parijs - 2:21.48
- 1998:  marathon van Tokio - 2:08.31
- 1998: 5e New York City Marathon - 2:10.42
- 1999:  marathon van Fukuoka - 2:08.40
- 1999:  Pan-Amerikaanse Spelen in Winnipeg - 2:17.20
- 2000: 75e OS - 2:37.08
- 2000:  marathon van Rotterdam - 2:08.34
- 2001:  marathon van Oita - 2:10.02
- 2002:  marathon van São Paulo - 2:11.20
- 2002: 7e marathon van Milaan - 2:11.26
- 2003: 4e marathon van Hamburg - 2:12.16
- 2003: 12e marathon van Fukuoka - 2:10.38
- 2003:  Pan-Amerikaanse Spelen in Santo Domingo - 2:19.08
- 2004:  marathon van Hamburg - 2:09.39
- 2004:  OS - 2:12.11
- 2005: DNF WK
- 2006: 5e marathon van Amsterdam - 2:11.36
- 2007: 6e marathon van Tokio - 2:16.08
- 2007: 7e marathon van Milaan - 2:12.54
- 2009: 30e marathon van Parijs - 2:20.31

### veldlopen
- 1989: 71e WK (lange afstand) - 42.28
- 1992: 132e WK (lange afstand) - 39.42

- World Athletics: 14176124
- International Standard Name Identifier: 0000 0000 4046 8346
- Library of Congress Control Number: n2008215371
- Virtual International Authority File: 24084497
- WorldCat: E39PBJcKKpw33kHFh6vPVpYHG3